# تيم سويني (مطور ألعاب)
تيم سويني (بالإنجليزية: Tim Sweeney)‏ مواليد 1970، هو مبرمج ألعاب أمريكي ومؤسس شركة إيبك غيمز. معروف بعمله على محرك أنريل إنجن المستخدم في سلسلة جيرز أوف وور وألعاب أخرى. أنشأ سويني شركة إيبك غيمز كشركة برامج تجريبية عندما كان طالبا في تخصص الهندسة الميكانيكية في جامعة ميريلاند. وقال سويني أنه كان مهتما بتطوير وبرمجة ألعاب الحاسوب منذ أن كان عمره 10 سنوات.